# Inlärningssvårigheter
Inlärningssvårigheter är ett brett begrepp som beskriver svårigheter att lära sig, bearbeta eller tillämpa kunskap inom specifika områden. Det omfattar allt från tillfälliga hinder i inlärning till mer varaktiga problem kopplade till neurologiska eller kognitiva förhinder. Inlärningssvårigheter skiljer sig från intellektuella funktionsnedsättningar, eftersom de ofta är specifika och inte påverkar den övergripande intelligensen.

## Typer av inlärningssvårigheter
Specifika inlärningssvårigheter omfattar till exempel dyslexi, som innebär svårigheter med läsning och stavning, dyskalkyli, som handlar om problem med matematik och talbegrepp, och dysgrafi, som berör skrivförmåga och handskrift. Dessa svårigheter kan variera i intensitet och påverka personer på olika sätt beroende på deras ålder, miljö och anpassning i utbildningen. Generella inlärningssvårigheter är bredare och kan påverka flera områden av inlärning, inklusive minne, koncentration och förmågan att använda strategier för problemlösning. Dessa tillstånd kan ibland vara kopplade till neuropsykiatriska funktionsnedsättningar som ADHD eller autism.

## Orsaker
Orsakerna till inlärningssvårigheter kan vara komplexa och innefattar en kombination av neurologiska, genetiska och miljömässiga faktorer. Neurologiska orsaker kan inkludera avvikelser i hjärnans struktur eller funktion, vilket kan påverka specifika områden som språk, minne och problemlösning. Forskning har identifierat genetiska faktorer som bidrar till sådana tillstånd, inklusive vissa gener som är kopplade till dyslexi och ADHD. Miljöfaktorer, såsom begränsad tillgång till pedagogiska resurser, kronisk stress och socioekonomiska utmaningar, kan förstärka redan existerande svårigheter.

## Diagnos och identifiering
Diagnos av inlärningssvårigheter innebär vanligtvis en noggrann bedömning av individens styrkor och svårigheter genom pedagogiska observationer och standardiserade tester. Psykologiska tester används ofta för att bedöma kognitiva funktioner som minne, uppmärksamhet och språklig förmåga. Medicinska utredningar kan genomföras för att utesluta andra orsaker till svårigheterna, som till exempel syn- eller hörselproblem. Diagnosprocessen syftar till att identifiera svårigheternas natur och omfattning för att möjliggöra en mer effektiv pedagogisk anpassning.

## Behandling och stöd
Stödinsatser för personer med inlärningssvårigheter fokuserar på att förbättra individens förmåga att delta i utbildning och vardagsliv. Specialpedagogiska anpassningar, som inkluderar individuella lärandeplaner och strategier, kan vara avgörande för att möta specifika behov. Teknikbaserade hjälpmedel, som text-till-tal-program och interaktiva lärplattformar, kan underlätta lärandeprocessen. Psykosocialt stöd, inklusive stresshantering och mentorskap, kan också bidra till att öka självförtroendet hos personer med inlärningssvårigheter. Behandlingen är ofta holistisk och involverar samarbete mellan lärare, specialister och föräldrar.

## Inlärningssvårigheter i samhället
Personer med inlärningssvårigheter står inför flera utmaningar inom utbildning, arbetsliv och sociala sammanhang. Utbildningssystemet försöker skapa inkluderande miljöer genom att erbjuda specialpedagogiska resurser och anpassade undervisningsstrategier. Arbetsmarknaden kan också erbjuda stöd, exempelvis genom anpassade arbetsuppgifter och tillgång till tekniska hjälpmedel. Trots detta kvarstår stigmatisering och bristande kunskap som betydande hinder för jämlikhet. Lagstiftning, som diskrimineringsskydd och rätt till anpassad utbildning, har bidragit till förbättrade möjligheter, men ytterligare arbete behövs för att eliminera strukturella barriärer och skapa ett mer inkluderande samhälle.